# Volksgesetzgebung in Bayern
Die Volksgesetzgebung ist in Bayern eine Mischung aus repräsentativer Demokratie und Elementen direkter Demokratie zur Gesetzgebung auf Landesebene. Sie wird durch die Instrumente Volksbegehren und Volksentscheid ausgeübt. Die Landesverfassung sieht keine rein repräsentative Demokratie vor, sondern stellt in Art. 72 die zwei gesetzgebungsberechtigten Instanzen nebeneinander: Die Gesetze werden vom Landtag oder vom Volk (Volksentscheid) beschlossen.
Mithilfe eines Volksbegehrens kann vom Volk eine Gesetzesvorlage in den Bayerischen Landtag eingebracht werden (Gesetzesinitiative). Dazu muss ein Zehntel der stimmberechtigten Bürger das Begehren unterstützen. Lehnt der Landtag den Gesetzesentwurf ab, hat ein Volksentscheid zu erfolgen. Weiter bedürfen vom Landtag beschlossenen Verfassungsänderungen der Zustimmung durch das Volk. Die Volksgesetzgebung stellt somit ein Korrektiv zur Gesetzgebung durch das Parlament dar. Zudem kann der Landtag durch einen Volksentscheid abberufen werden.
Für die direkte Demokratie in Bayern sind als weitere Mittel insbesondere Bürgerbegehren und Bürgerentscheide auf kommunaler Ebene von großer Bedeutung. Diese sind jedoch kein Teil der Volksgesetzgebung, da auf der kommunalen Ebene keine Gesetzgebungskompetenz liegt. 

## Gesetzliche Grundlagen
Grundlage für Volksbegehren und Volksentscheide sind Art. 71 ff. der Verfassung des Freistaates Bayern (BV). Art. 72 Abs. 1 BV enthält dazu den Grundsatz: Die Gesetze werden vom Landtag oder vom Volk (Volksentscheid) beschlossen. Einzelheiten werden durch das Landeswahlgesetz, Art. 62 ff. LWG, sowie durch die Landeswahlordnung (LWO) geregelt.
Ausgeschlossen sind aber Volksentscheide über den Staatshaushalt (Art. 73 BV). Auch die Zustimmung zu Staatsverträgen ist dem Landtag vorbehalten (Art. 72 Abs. 2 BV).

## Volksbegehren
Gemäß Art. 71 der Bayerischen Verfassung kann das Volk durch ein Volksbegehren eine Gesetzesvorlage in den Landtag einbringen. Meist ist dies die Vorstufe zu einem Volksentscheid. Nimmt der Landtag eine so eingereichte Gesetzesvorlage nicht an, wird vom Volk über das Gesetz abgestimmt.

### Antrag

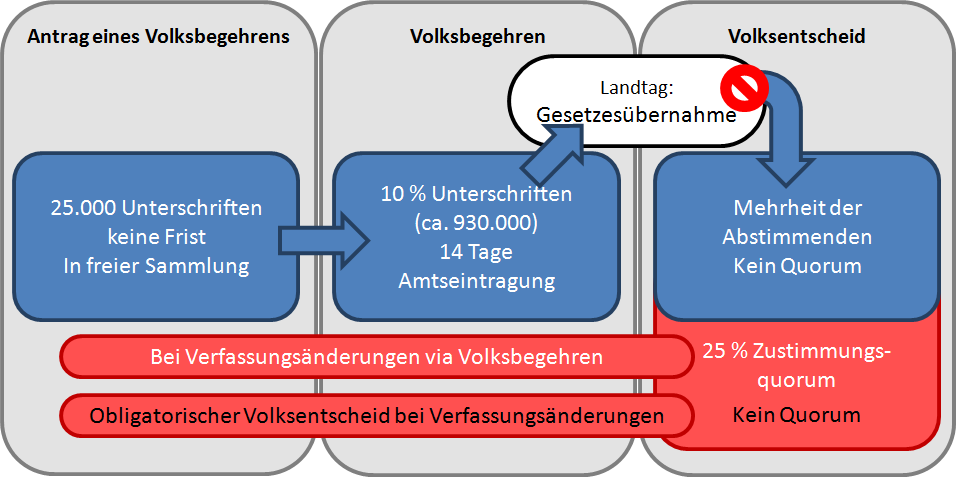
Aufbau des dreistufigen Volksgesetzgebungsverfahrens im Land Bayern

Die Zulassung eines Volksbegehrens ist beim bayerischen Innenministerium zu beantragen. Der Antrag muss von 25.000 stimmberechtigten Bürgern unterschrieben sein und einen Gesetzesentwurf mit Begründung umfassen, welcher Gegenstand des Volksbegehrens sein soll. Die Unterschriften können frei gesammelt werden und es besteht keine Frist dafür. Von den Gemeinden muss die Stimmberechtigung bestätigt werden, dies darf maximal zwei Jahre zurückliegen.
Das Innenministerium prüft das Volksbegehren auf seine Zulässigkeit. Erachtet das Innenministerium die gesetzlichen Voraussetzungen für die Zulassung des Volksbegehrens für nicht gegeben, entscheidet über die Zulassung der Bayerische Verfassungsgerichtshof.

### Eintragung

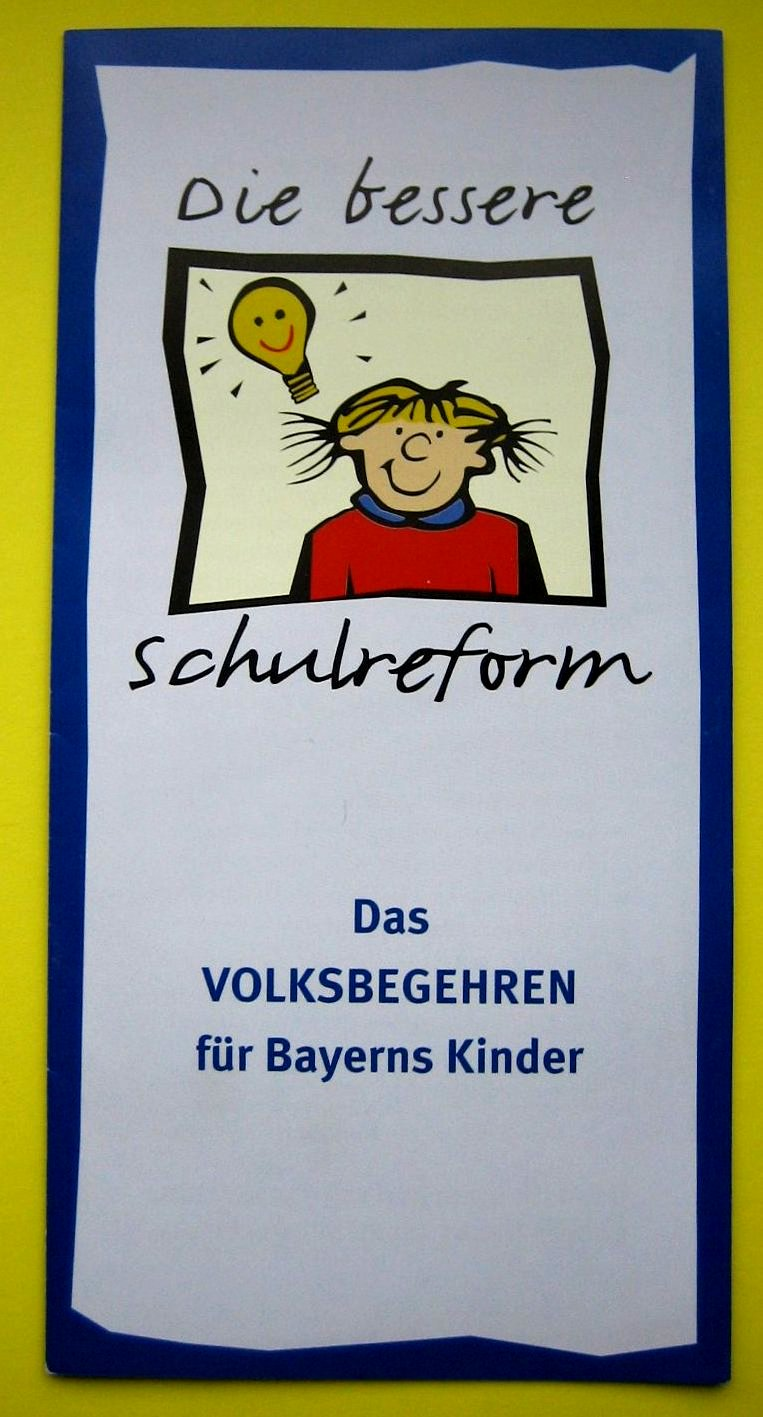
Werbung für das später gescheiterte Volksbegehren „Die bessere Schulreform“

Wurde das Volksbegehren zugelassen, müssen sich innerhalb einer Eintragungsfrist von 14 Tagen mindestens 10 % der Stimmberechtigten in Eintragungslisten, die in Amtsräumen ausliegen, eintragen.
|                                   | 2013      | 2018      | 2019          |
| --------------------------------- | --------- | --------- | ------------- |
| Stimmberechtigte Bürger in Bayern | 9.442.013 | 9.478.000 | etwa 9,5 Mio. |

Hierfür gibt das Innenministerium den Zeitraum für die Eintragung bekannt. Die Bekanntmachung hat bis spätestens sechs Wochen nach Einreichung des vollständigen Antrags zu erfolgen oder spätestens vier Wochen nach der Entscheidung des Verfassungsgerichtshofs. Die Eintragungsfrist beginnt zwischen acht und zwölf Wochen nach der Bekanntgabe.
Das Ergebnis der Eintragung wird durch den Landeswahlausschuss festgestellt. Haben sich mehr als 10 % der Stimmberechtigten eingetragen, liegt ein rechtsgültiges Volksbegehren vor.

### Behandlung im Landtag
Zu einem rechtsgültigen Volksbegehren muss die Bayerische Staatsregierung innerhalb von vier Wochen ihre Stellungnahme abgeben und das Begehren dem Landtag unterbreiten. Spätestens drei Monate danach muss der Landtag das Volksbegehren behandeln.
Der Landtag kann auf dreierlei Weise mit dem Volksbegehren umgehen:
1. Er nimmt die Gesetzesvorlage des Volksbegehrens unverändert an, damit wird diese Gesetz.
2. Er lehnt das Volksbegehren ab, dann findet innerhalb von drei Monaten ein Volksentscheid über den Gesetzesentwurf statt. Der Landtag kann dabei einen eigenen Gesetzesentwurf als Alternative dem Volk zur Abstimmung vorlegen.
3. Der Landtag bestreitet die Rechtsgültigkeit des Volksbegehrens. Gegen diesen Beschluss können die Unterzeichner den Bayerischen Verfassungsgerichtshof anrufen.

## Bisherige Volksbegehren
Seit 1946 wurden in Bayern bisher 21 Volksbegehren zugelassen, von denen neun die notwendige Eintragung von mindestens 10 % der Wahlberechtigten erzielen konnten. Fünf dieser Vorschläge wurden im weiteren Verfahren – zumindest in ihrem wesentlichen Inhalt – als Gesetz angenommen. 
Das Volksbegehren zur Rundfunkfreiheit von 1972 war dabei das erste, welches in Folge auch weitgehend unverändert Gesetzeskraft erlange. Dabei bestritt der Landtag zunächst die Rechtsgültigkeit des Volksbegehrens. Es kam allerdings zu keinem Verfahren vor dem Bayerischen Verfassungsgerichtshof in dieser Frage, da schließlich auch die CSU-Mehrheit im Landtag einem Kompromissvorschlag zustimmte, welcher die wesentlichen Forderungen der Initiatoren des Volksbegehrens erfüllte. Somit beschloss der Landtag eine Verfassungsänderung, welche weitgehend dem Volksbegehren entsprach. Dieser Verfassungsänderung stimmte später das Volk im Volksentscheid zu.
Das Volksbegehren zur Abschaffung der Studiengebühren 2013 war bisher das einzige, welches vom Landtag unverändert angenommen wurde. Von den übrigen rechtsgültigen Volksbegehren, zu denen der Landtag außer beim Volksbegehren zum Nichtraucherschutz von 2009 jeweils einen eigenen Gesetzesentwurf vorlegte, waren bisher drei auch im Volksentscheid erfolgreich: Neben dem Nichtraucherschutz waren dies das Volksbegehren zur Einführung eines kommunalen Bürgerentscheids im Jahr 1995 und das Volksbegehren von 1997 zur Abschaffung des Bayerischen Senats.
| Nr. | Kennwort                                                                   | Eintragungsfrist        | Eintragungen | rechtsgültig? | Landtag                     | Volksentscheid | Volksentscheid   | Volksentscheid | Gesetz?              |
| Nr. | Kennwort                                                                   | Eintragungsfrist        | Eintragungen | rechtsgültig? | Landtag                     | Nr.            | Datum            | Ja-Stimmen     | Gesetz?              |
| --- | -------------------------------------------------------------------------- | ----------------------- | ------------ | ------------- | --------------------------- | -------------- | ---------------- | -------------- | -------------------- |
| 1   | Christliche Gemeinschaftsschule                                            | 02.01.1967 – 30.01.1967 | 9,3 %        | nein          | –                           | –              | –                | –              | nein                 |
| 2   | Christliche Gemeinschaftsschule                                            | 03.10.1967 – 30.10.1967 | 12,9 %       | ja            | Ablehnung                   | 2              | 7. Juli 1968     | 13,5 %         | nein                 |
| 3   | CSU-Christliche Volksschule                                                | 16.10.1967 – 13.11.1967 | 17,2 %       | ja            | Ablehnung                   | 2              | 7. Juli 1968     | 8,5 %          | nein                 |
| 4   | Demokratische Gebietsreform                                                | 10.11.1971 – 23.11.1971 | 3,7 %        | nein          | –                           | –              | –                | –              | nein                 |
| 5   | Rundfunkfreiheit                                                           | 27.06.1972 – 10.07.1972 | 13,9 %       | ja            | Rechtsgültigkeit bestritten | –              | 1. Juli 1973     | –              | ja, durch Kompromiss |
| 6   | Lernmittelfreiheit                                                         | 13.10.1977 – 26.10.1977 | 6,4 %        | nein          | –                           | –              | –                | –              | nein                 |
| 7   | Sport-, Behinderten-, Naturschutz- Organisationen in den Senat             | 22.11.1977 – 05.12.1977 | 5,9 %        | nein          | –                           | –              | –                | –              | nein                 |
| 8   | Das bessere Müllkonzept                                                    | 15.06.1990 – 28.06.1990 | 12,8 %       | ja            | Ablehnung                   | 7              | 17. Februar 1991 | 43,5 %         | nein                 |
| 9   | Mehr Demokratie in Bayern: Bürgerentscheide in Gemeinden und Kreisen       | 06.02.1995 – 19.02.1995 | 13,7 %       | ja            | Ablehnung                   | 8              | 1. Oktober 1995  | 57,8 %         | ja                   |
| 10  | Schlanker Staat ohne Senat                                                 | 10.06.1997 – 23.06.1997 | 10,5 %       | ja            | Ablehnung                   | 11             | 8. Februar 1998  | 62,2 %         | ja                   |
| 11  | Gentechnikfrei aus Bayern                                                  | 24.04.1998 – 07.05.1998 | 4,9 %        | nein          | –                           | –              | –                | –              | nein                 |
| 12  | Die bessere Schulreform                                                    | 15.02.2000 – 28.02.2000 | 5,7 %        | nein          | –                           | –              | –                | –              | nein                 |
| 13  | Macht braucht Kontrolle: Für ein unabhängiges Verfassungsgericht in Bayern | 09.05.2000 – 22.05.2000 | 3,0 %        | nein          | –                           | –              | –                | –              | nein                 |
| 14  | Menschenwürde ja, Menschenklonen niemals!                                  | 22.05.2003 – 04.06.2003 | 2,3 %        | nein          | –                           | –              | –                | –              | nein                 |
| 15  | Aus Liebe zum Wald                                                         | 16.11.2004 – 29.11.2004 | 9,3 %        | nein          | –                           | –              | –                | –              | nein                 |
| 16  | Volksbegehren G 9                                                          | 14.06.2005 – 27.06.2005 | 2,4 %        | nein          | –                           | –              | –                | –              | nein                 |
| 17  | Für Gesundheitsvorsorge beim Mobilfunk                                     | 05.07.2005 – 08.07.2005 | 4,3 %        | nein          | –                           | –              | –                | –              | nein                 |
| 18  | Für echten Nichtraucherschutz!                                             | 19.11.2009 – 02.12.2009 | 13,9 %       | ja            | Ablehnung                   | 14             | 4. Juli 2010     | 61,0 %         | ja                   |
| 19  | Nein zu Studiengebühren in Bayern                                          | 17.01.2013 – 30.01.2013 | 14,3 %       | ja            | Annahme                     | –              | –                | –              | ja                   |
| 20  | Ja zur Wahlfreiheit zwischen G9 und G8 in Bayern                           | 03.07.2014 – 16.07.2014 | 2,9 %        | nein          | –                           | –              | –                | –              | nein                 |
| 21  | Artenvielfalt & Naturschönheit in Bayern (kurz: Rettet die Bienen!)        | 31.01.2019 – 13.02.2019 | 18,4 %       | ja            | Annahme                     | –              | –                | –              | ja                   |
| 22  | Abberufung des Landtags                                                    | 14.10.2021 – 27.10.2021 | 2,2 %        | nein          | –                           | –              | –                | –              | nein                 |

1. ↑  Im Falle des Volksentscheid Nr. 22: „Abberufung des Landtags?“
2. ↑  Der Volksentscheid Nr. 4 stimmte inhaltlich mit dem Volksbegehren weitgehend überein, allerdings betraf dieser die vom Landtag beschlossene Verfassungsänderung des Kompromissvorschlags. 87,1 % der Abstimmenden stimmten zu (siehe Abschnitt Bisherige Volksentscheide).

## Volksentscheid
In einem Volksentscheid stimmen die stimmberechtigten bayerischen Staatsbürger über einen Gesetzesentwurf ab. Dazu kommt es entweder aufgrund eines Volksbegehrens oder zur Bestätigung einer durch den Landtag beschlossenen Verfassungsänderung.

### Volksentscheid aufgrund eines Volksbegehrens
Stimmt der Landtag dem Gesetzesentwurf eines rechtsgültigen Volksbegehrens nicht zu, findet darüber innerhalb von drei Monaten ein Volksentscheid statt.
Der Landtag kann dabei einen eigenen Gegenentwurf zur Abstimmung vorlegen. Mehrere Alternativen zum gleichen Thema werden auf dem gleichen Stimmzettel aufgeführt.
Zu jedem Gesetzesentwurf kann mit „Ja“ oder „Nein“ gestimmt werden. Mit der Stimmabgabe wird ausgedrückt, ob man diesen Entwurf dem geltenden Recht vorzieht oder nicht. Stehen mehrere Alternativen zur Abstimmung, wird zusätzlich eine Stichfrage gestellt.
Ein Gesetzesentwurf ist angenommen, wenn er mehr gültige Ja-Stimmen als Nein-Stimmen erhält (einfache Mehrheit). Umfasst der Entwurf eine Verfassungsänderung muss zusätzlich ein Zustimmungsquorum erfüllt werden. Dazu muss die Zahl der Ja-Stimmen mindestens 25 % aller Stimmberechtigten umfassen.
Erhalten mehrere Alternativvorschläge auf diese Weise die erforderliche Zustimmung, ist der Gesetzesvorschlag angenommen, welcher die einfache Mehrheit in der Stichfrage erhält.

### Volksentscheid zu Verfassungsänderungen durch den Landtag (Art. 75 BV)
Alle Änderungen der Bayerischen Verfassung, welche vom Landtag mit 2⁄3-Mehrheit beschlossen wurden, müssen zusätzlich dem Stimmvolk zur Abstimmung vorgelegt werden (sogenanntes obligatorisches Verfassungsreferendum). Eine beschlossene Verfassungsänderung gilt erst dann als angenommen, wenn sie von den Abstimmenden mehr Ja- als Nein-Stimmen erhält (einfache Mehrheit). Ein Zustimmungsquorum gilt in diesen Fällen nicht.

## Bisherige Volksentscheide
Insgesamt fanden in Bayern seit 1946 19 Volksentscheide statt, dies schließt die Abstimmung über die Verfassung des Freistaates Bayern mit ein. Von den übrigen waren neun Entscheide aufgrund Art. 75 BV notwendig, da eine vom Landtag beschlossene Verfassungsänderung durch das Volk bestätigt werden musste; das Volk stimmte jeweils zu. Fünf Abstimmungen lagen Volksbegehren zu Grunde, welchen der Landtag nicht zustimmte. Der Volksentscheid vom 7. Juli 1968 war dabei eine Kombination aus beiden. In drei Fällen wurde der Gesetzesvorschlag des Volksbegehrens angenommen (kommunaler Bürgerentscheid, Abschaffung des Senats und Nichtraucherschutz), ansonsten der Vorschlag des Landtags (Schulartikel bzw. Abfallgesetz).
Volksentscheide, welche durch die Volksgesetzgebung initiiert wurden oder bevorstehen, sind in der Tabelle hervorgehoben.
| Nr. | Kennwort | Datum              | Wahlbeteiligung | Gesetzentwurf von                                       | Ja-Stimmen | Nein-Stimmen |
| --- | --- | ------------------ | --------------- | ------------------------------------------------------- | ---------- | ------------ |
| 1   | Bayerische Verfassung                                                                                              | 1. Dezember 1946   | 75,7 %          | Verfassungsgebende Landesversammlung                    | 70,6 %     | 29,4 %       |
| 2   | Schulartikel | 7. Juli 1968       | 40,7 %          | Landtag (Verfassungsänderung)                           | 76,3 %     | 3,3 %        |
| 2   | Schulartikel | 7. Juli 1968       | 40,7 %          | Volksbegehren „CSU-Christliche Volksschule“ (Nr. 3)     | 8,5 %      | 15,4 %       |
| 2   | Schulartikel | 7. Juli 1968       | 40,7 %          | Volksbegehren „Christliche Gemeinschaftsschule“ (Nr. 2) | 13,5 %     | 13,7 %       |
| 3   | Herabsetzung der Altersgrenze für das aktive und passive Wahlrecht                                                 | 24. Mai 1970       | 38,3 %          | Landtag (Verfassungsänderung)                           | 54,8 %     | 45,2 %       |
| 4   | Rundfunkfreiheit (Art. 111a BV)                                                                                    | 1. Juli 1973       | 23,3 %          | Landtag (Verfassungsänderung)                           | 87,1 %     | 12,9 %       |
| 5   | Landtagswahlrecht (Stimmkreiseinteilung, Fünf-Prozent-Klausel)                                                     | 1. Juli 1973       | 23,3 %          | Landtag (Verfassungsänderung)                           | 84,8 %     | 15,2 %       |
| 6   | Umweltschutz | 17. Juni 1984      | 46,2 %          | Landtag (Verfassungsänderung)                           | 94,0 %     | 6,0 %        |
| 7   | Abfallrecht | 17. Februar 1991   | 43,8 %          | Landtag                                                 | 51,0 %     | 43,1 %       |
| 7   | Abfallrecht | 17. Februar 1991   | 43,8 %          | Volksbegehren „Das bessere Müllkonzept“ (Nr. 8)         | 43,5 %     | 49,2 %       |
| 8   | Kommunaler Bürgerentscheid                                                                                         | 1. Oktober 1995    | 36,8 %          | Landtag                                                 | 38,7 %     | 3,4 %        |
| 8   | Kommunaler Bürgerentscheid                                                                                         | 1. Oktober 1995    | 36,8 %          | Volksbegehren „Mehr Demokratie in Bayern“ (Nr. 9)       | 57,8 %     | 3,4 %        |
| 9   | Verfassungsreformgesetz – Weiterentwicklung im Bereich der Grundrechte und Staatsziele                             | 8. Februar 1998    | 39,9 %          | Landtag (Verfassungsänderung)                           | 75,0 %     | 25,0 %       |
| 10  | Verfassungsreformgesetz – Reform von Landtag und Staatsregierung                                                   | 8. Februar 1998    | 39,9 %          | Landtag (Verfassungsänderung)                           | 73,9 %     | 26,1 %       |
| 11  | Bayerischer Senat                                                                                                  | 8. Februar 1998    | 39,9 %          | Landtag                                                 | 23,6 %     | 7,1 %        |
| 11  | Bayerischer Senat                                                                                                  | 8. Februar 1998    | 39,9 %          | Volksbegehren „Schlanker Staat ohne Senat“ (Nr. 10)     | 69,2 %     | 7,1 %        |
| 12  | Zusammentritt des Landtags nach der Wahl, Parlamentsinformation und Verankerung eines strikten Konnexitätsprinzips | 21. September 2003 | 56,9 %          | Landtag (Verfassungsänderung)                           | 88,3 %     | 11,7 %       |
| 13  | Weiterentwicklung der Wahlgrundsätze, der Grundrechte und der Bestimmungen über das Gemeinschaftsleben             | 21. September 2003 | 56,9 %          | Landtag (Verfassungsänderung)                           | 85,1 %     | 14,9 %       |
| 14  | Nichtraucherschutz                                                                                                 | 4. Juli 2010       | 37,7 %          | Volksbegehren „Für echten Nichtraucherschutz“ (Nr. 18)  | 61,0 %     | 39,0 %       |
| 15  | Förderung gleichwertiger Lebensverhältnisse und Arbeitsbedingungen                                                 | 15. September 2013 | 63,2 %          | Landtag (Verfassungsänderung)                           | 89,6 %     | 10,4 %       |
| 16  | Förderung des ehrenamtlichen Einsatzes für das Gemeinwohl                                                          | 15. September 2013 | 63,2 %          | Landtag (Verfassungsänderung)                           | 90,7 %     | 9,3 %        |
| 17  | Angelegenheiten der Europäischen Union                                                                             | 15. September 2013 | 63,2 %          | Landtag (Verfassungsänderung)                           | 84,1 %     | 15,9 %       |
| 18  | Schuldenbremse | 15. September 2013 | 63,2 %          | Landtag (Verfassungsänderung)                           | 88,6 %     | 11,4 %       |
| 19  | Angemessene Finanzausstattung der Gemeinden                                                                        | 15. September 2013 | 63,2 %          | Landtag (Verfassungsänderung)                           | 91,6 %     | 8,4 %        |